# Arena da Juventude

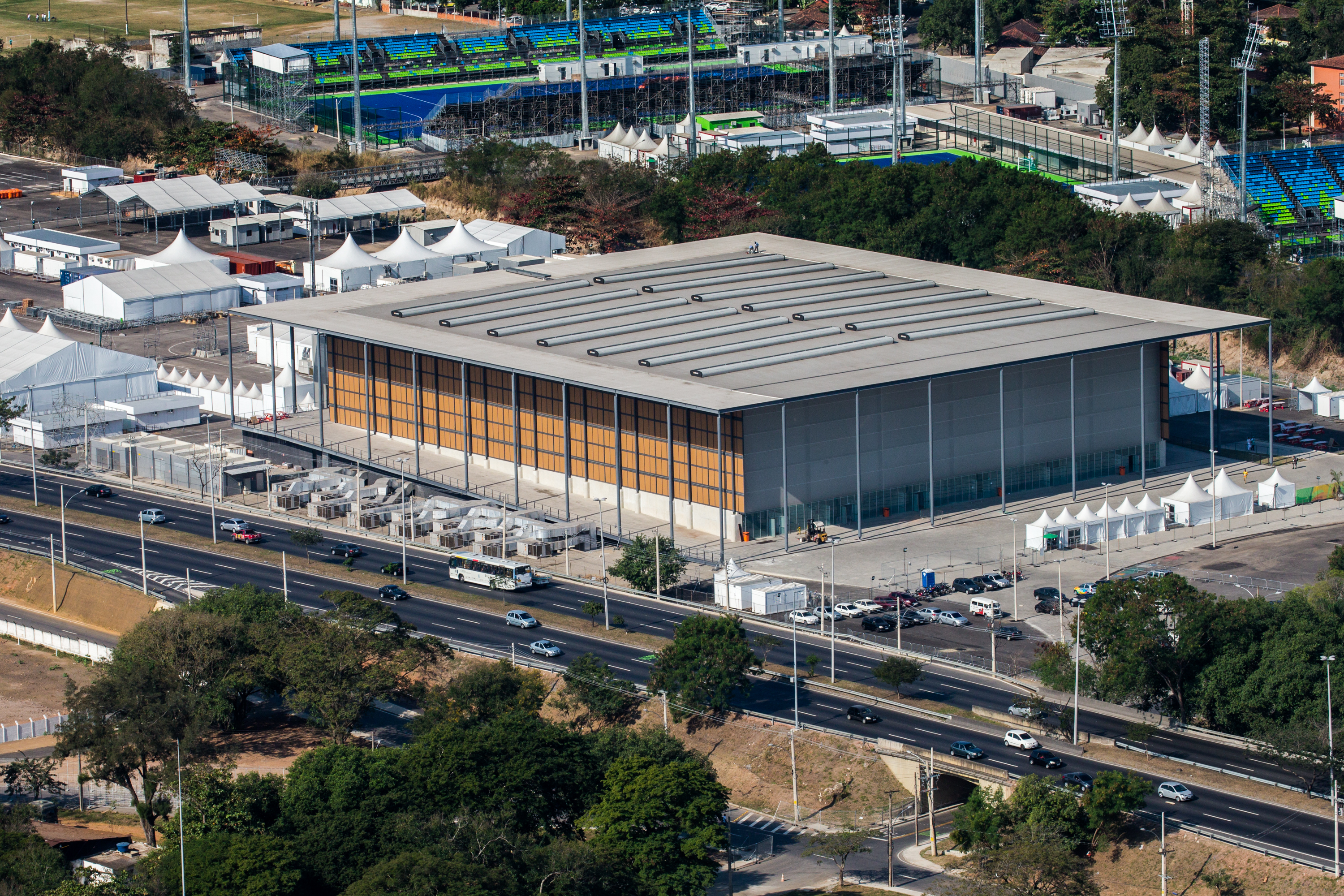
Arena da Juventude

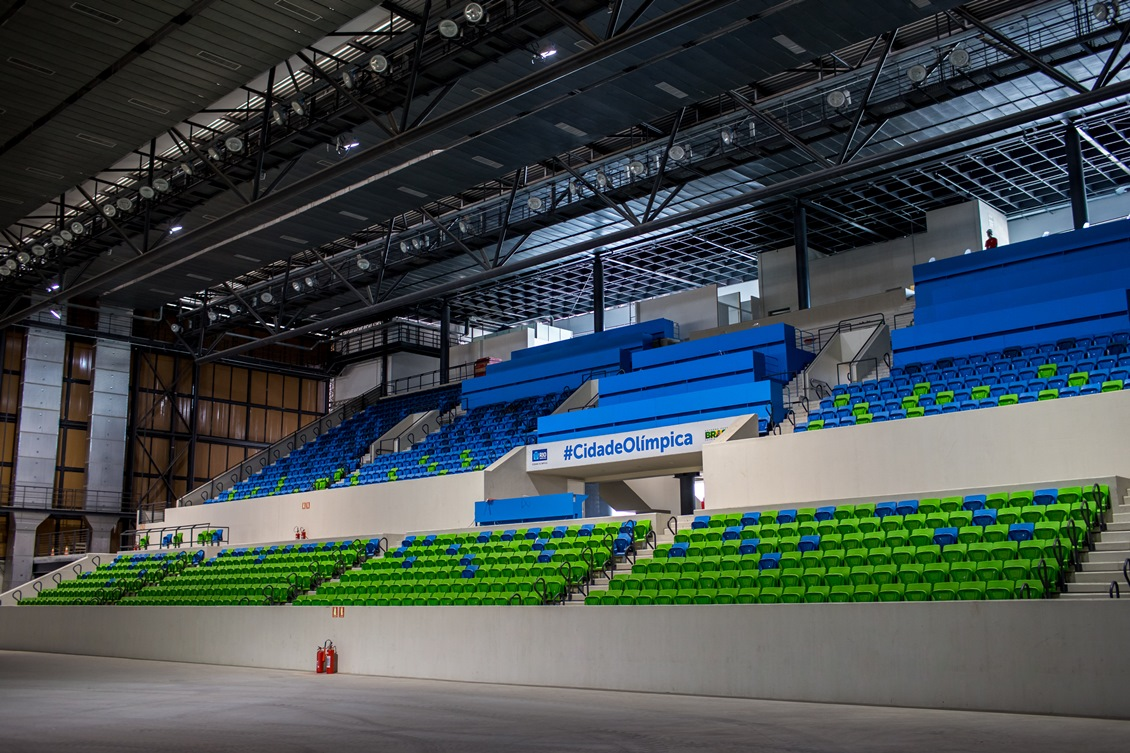
Interiér

Arena da Juventude, známá také jako Arena de Deodoro, je víceúčelová sportovní hala v brazilském městě Rio de Janeiro, v části Deodoro. Byla otevřena 2. března 2016. Má kapacitu 5 000 míst, která je však pouze dočasná pro účely olympijských her, po jejich skončení se sníží na 2 000 míst. Byla postavena u příležitosti pořádání Letních olympijských her 2016 a její výstavba stála 647,1 milionů BRL. Aréna je jedním ze dvou dějišť basketbalového turnaje a turnaje v moderním pětiboji na LOH 2016 (šermířská disciplína) a také pro Letní paralympijské hry 2016 pro turnaj v šermu vozíčkáře.
Aréna vysoká 20 metrů byla navržena tak, aby využívala přirozené světlo a přirozené větrání, čímž se snížily náklady na její údržbu. Mezinárodní olympijský výbor však požadoval, aby během her byla aréna doplněna o umělé osvětlení a klimatizaci. Budova je vybavena přírodním chlazením pomocí žaluzií s nastavitelnými roletami, baldachýnem na snížení přímého slunečního záření a také speciální kovovou konstrukcí na východní a západní fasádě. Tato konstrukce, kterou podporuje mikroklimatická membrána Soltis FT 381, umožňuje blokovat světlo a teplo bez snížení vnitřního osvětlení.